# Santana (Portel)
Santana ist eine Gemeinde (Freguesia) im portugiesischen Kreis Portel. In ihr leben 474 Einwohner (Stand 19. April 2021).